# Tukums (distrito)
Tukums (Letão: Tukuma rajons) é um distrito da Letônia localizado na região de Riga. Sua capital é a cidade de Tukums.
A população é composta de letões 83,9%, russos 9,3%, bielorrussos 2,2%, ucranianos 1,3%, poloneses 1% e lituanos 1%.